# Laevidentalium
Laevidentalium is een geslacht van weekdieren uit de klasse van de Scaphopoda (tandschelpen).

## Soorten
- Laevidentalium abyplaine V. Scarabino & F. Scarabino, 2011
- Laevidentalium coruscum Pilsbry, 1905
- Laevidentalium eburneum (Linnaeus, 1767)
- Laevidentalium ensiforme (Chenu, 1842)
- Laevidentalium erectum (Sowerby, 1860)
- Laevidentalium fodinense Maxwell, 1988 †
- Laevidentalium gofasi Scarabino, 1995
- Laevidentalium houbricki Scarabino, 1995
- Laevidentalium jaffaensis (Cotton & Ludbrook, 1938)
- Laevidentalium largicrescens (Tate, 1899)
- Laevidentalium leptosceles (Watson, 1879)
- Laevidentalium lubricatum (G.B. Sowerby II, 1860)
- Laevidentalium marshae Lamprell & Healy, 1998
- Laevidentalium martyi Lamprell & Healy, 1998
- Laevidentalium waihoraense Emerson, 1954 †
- Laevidentalium wiesei Sahlmann, 2012
- Laevidentalium zeidleri Lamprell & Healy, 1998